# Villa Esperanza
Villa Esperanza es una localidad ubicada en la comuna de Collipulli en la Región de la Araucanía, entre el límite con la Región del Biobío.
Esta localidad cuenta con una población de aproximadamente 500 personas, que viven entre el poblado y los sectores rurales.
Está junto al río Renaico, y posee un balneario muy visitado por turistas de paso, además del balneario Quilquihuenco en las cercanías.
El poblado cuenta con una escuela básica, negocios de abarrotes, una capilla católica y 1 templo evangélico . Además de un cementerio que rescata la historia del lugar a través de las tumbas de prácticamente todas las familias que algún día moraron allí. También cuenta con un retén de Carabineros. Actualmente cuenta con una compañía de Bomberos, recientemente se ha creado la 4.ª compañía de Bomberos de Villa Esperanza, necesidad anhelada por años por la Comunidad de la Villa y sus alrededores. 
Los principales sectores económicos de la comuna están asociados a la actividad agrícola y forestal. En este sentido, a pesar de que predominan los suelos con capacidad de uso agrícola, la actividad forestal ha ido ganando espacio en los últimos años.
- Datos: Q10983093